# Trachytrema castaneum
Espèce
Trachytrema castaneum est une espèce d'araignées aranéomorphes de la famille des Trachycosmidae.

## Distribution
Cette espèce est endémique d'Australie-Occidentale.

## Description
La femelle holotype mesure 6 mm.
Le mâle décrit par Platnick en 2002 mesure 5,3 mm et la femelle 6,9 mm.

## Systématique et taxinomie
Cette espèce a été décrite par Simon en 1909.

## Publication originale
- Simon, 1909 : « Araneae. 2e partie. » Die Fauna Sudwest-Australiens, vol. 2, no 13, p. 152-212 (texte intégral).